# Chlenias macrochorda
Chlenias macrochorda är en fjärilsart som beskrevs av Turner 1919. Chlenias macrochorda ingår i släktet Chlenias och familjen mätare. Inga underarter finns listade i Catalogue of Life.